# Каравановка
Каравановка (укр.  Караванівка) — село, 
Станичненский сельский совет,
Нововодолажский район,
Харьковская область.
Село присоединено к селу Станичное в ? году.

## Географическое положение
Село Каравановка примыкает к селу Станичное.
На расстоянии до 2-х км находятся сёла Ляшовка, Цацковка и Лихово.
По селу протекает пересыхающий ручей с запрудой.
Рядом проходят автомобильные дороги Р-51 и М-18.

## История
- ? — село присоединено к селу Станичное.